# Саут-Форк (тауншип, Миннесота)
Саут-Форк (англ. South Fork) — тауншип в округе Канейбек, Миннесота, США. На 2000 год его население составило 662 человека.

## География
По данным Бюро переписи населения США площадь тауншипа составляет 94,2 км², из которых 94,1 км² занимает суша, а 0,1 км² — вода (0,11 %).

## Демография
По данным переписи населения 2000 года здесь находились 662 человека, 235 домохозяйств и 177 семей. Плотность населения — 7,0 чел./км². На территории тауншипа расположено 246 построек со средней плотностью 2,6 построек на один квадратный километр. Расовый состав населения: 99,55 % белых и 0,45 % приходится на две или более других рас. Испанцы или латиноамериканцы любой расы составляли 0,76 % от популяции тауншипа.
Из 235 домохозяйств в 38,7 % воспитывались дети до 18 лет, в 63,8 % проживали супружеские пары, в 5,5 % проживали незамужние женщины и в 24,3 % домохозяйств проживали несемейные люди. 17,4 % домохозяйств состояли из одного человека, при том 3,8 % из — одиноких пожилых людей старше 65 лет. Средний размер домохозяйства — 2,82, а семьи — 3,17 человека.
29,9 % населения — младше 18 лет, 8,0 % — в возрасте от 18 до 24 лет, 30,4 % — от 25 до 44, 23,4 % — от 45 до 64, и 8,3 % — старше 65 лет. Средний возраст — 36 лет. На каждые 100 женщин приходилось 111,5 мужчин. На каждые 100 женщин старше 18 приходилось 109,0 мужчин.
Средний годовой доход домохозяйства составлял 45 268 долларов, а средний годовой доход семьи — 48 333 доллара. Средний доход мужчин — 31 190 долларов, в то время как у женщин — 20 078. Доход на душу населения составил 18 546 долларов. За чертой бедности находились 6,1 % семей и 9,0 % всего населения тауншипа, из которых 10,7 % младше 18 и 10,7 % старше 65 лет.